# Romualdas Deltuvas
Romualdas Deltuvas (* 8. März 1943 in Pabalsupiai, Rajongemeinde Šakiai)  ist ein litauischer Forstwissenschaftler.

## Leben
Nach dem Abitur 1961 an der Mittelschule Kazlų Rūda absolvierte Deltuvas das Diplomstudium 1965 an der Lietuvos žemės ūkio akademija. Von 1965 bis 1967 arbeitete er als Forsttechniker und Gehilfe des Revierförsters in der Oberförsterei Kazlų Rūda. Von 1976 bis 1977 studierte Deltuvas weiter an der Technischen Universität Dresden. 1987 promovierte er in Kaunas. Ab 1984 lehrte er an der Lietuvos žemės ūkio akademija (ab 1996:  Lietuvos žemės ūkio universitetas), ab 1989 als Professor. Von 1989 bis 1992 und von 1994 bis 2004 war er Prorektor sowie von 2004 bis 2011 Rektor der Universität.

## Bibliografie
- Technologinis projektavimas VDR miškotvarkoje. 1979, Russisch
- Miškų ūkio organizacija ir tvarkymas dirvožemio tipologiniu pagrindu, su kitais, 1979
- Miškotvarka, vadovėlis, mit Vaidotas Antanaitis, 1988